# Школьный портал
«Школьный портал — единая стартовая страница» (Шкільний портал — єдина стартова сторінка) — головна інтернет-сторінка для всіх шкільних комп'ютерів Росії, проект Федерального агентства з освіти Російської Федерації. На сайті розміщений новинарний сервіс, каталог освітніх ресурсів і форуми. Також із меню доступні посилання на поштовий сервіс і блоги, надані компанією mail.ru.
Створення «Шкільного порталу» групою ИМА [Архівовано 2 квітня 2022 у Wayback Machine.], яка виграла відкритий конкурс[недоступне посилання з серпня 2019] профінансовано із засобів державного бюджету РФ у межах Державного контракту НП-13 (лот № 2), загальна вартість якої становила 13 950 000 рублів. (569 000$) Як заявив директор інтернет-агентства «Ру-сайт» Олег Брага «Такий сайт не вартий і $50 тис.».

## Скандал навколо Шкільного порталу
21 грудня 2007 портал був відкритий міністром освіти Фурсенко і викликав серйозну критику у низці російськомовних блогів, зокрема досить популярних, наприклад, у щоденнику Алекса Екслера. Через 3 дні був закритий для подальшої переробки «до другої декади січня 2008 р.»
28 січня 2008 портал знову відкрився, видимих поліпшень, на думку експертів, не відбулось. Пошукова система edu.gogo.ru [Архівовано 31 грудня 2010 у Wayback Machine.] видає посилання на текстові, фото і відеоматеріали, які можуть завдати психічну і моральну шкоду неповнолітнім користувачам. Серед внесених змін найпомітнішою виявилася система авторизації користувачів.
Для пошуку Інтернетом автори порталу пропонують використовувати сервіс edu.gogo.ru [Архівовано 31 грудня 2010 у Wayback Machine.], розроблений з урахуванням пошукової системи GoGo.Ru. Розробникам не вдалося виключити наявності посилань на текстові, фото- і відеоматеріали порнографічного вмісту у видачі edu.gogo.ru. Внаслідок, у інтернеті стихійно виник флешмоб із вишукуванням результатів, що містять посилання на порнографію.
У той самий час, у державному контракті НП-13, що містить зокрема вимоги до «Шкільного порталу», відсутнє завдання розробки мат-фільтру і вимог до оцінювання його роботи. Також, відповідно до тексту відкритого листа РОЦИТ до вебредакції порталу, при зверненні до Групи «ИМА» з вимогою реалізувати серйозніший рівень безпеки на проекті, противники «Шкільного порталу» отримали відповідь, що висунуті завдання не були передбачені замовником.
8 лютого 2008 У ЗМІ з'явилася інформація від анонімного джерела в Рособразовании, який стверджував, що при запуску порталу стався технологічний збій, у результаті якого всі вихідні коди сайту було втрачено. Джерело стверджувало, що саме тому розробникам довелося вивісити на хостинг нинішню пілотну версію порталу.